# Osaka Electro-Communication University
Osaka Electro-Communication University (大阪電気通信大学?, Ōsaka denki tsūshin daigaku) (nota anche con l'acronimo OECU) è un'università privata giapponese. Il campus principale è situato a Neyagawa, Prefettura di Osaka.